# François Weyergans
François Weyergans (Etterbeek, 2 agosto 1941 – Parigi, 27 maggio 2019) è stato uno scrittore e regista belga, membro dell'Académie française.
È l'unico autore a essere stato insignito sia del Prix Renaudot per La démence du boxeur nel 1992 sia del Prix Goncourt nel 2005 per Trois jours chez ma mère.

## Biografia
Figlio di Franz Weyergans, anch'egli scrittore, e di madre avignonese, frequentò a Bruxelles il Collège Saint-Michel e l'Institut Saint-Boniface-Parnasse, la stessa scuola di Hergé, l'autore di Le avventure di Tintin.
In seguito studiò presso l'Istituto superiore di studi cinematografici dove si appassionò ai lavori di Robert Bresson e Jean-Luc Godard. Poco dopo iniziò a scrivere per Cahiers du cinéma, la più prestigiosa rivista cinematografica francese, e nel 1961 diresse il suo primo film, un documentario su Maurice Béjart, premiato al Festival Internazionale di cortometraggi di Bergamo.
Nel 1970 mise in scena l'opera di Richard Wagner Tristano e Isotta, al Théâtre de la Monnaie (Opéra national) di Bruxelles.
Dopo essere stato in psicoanalisi, pubblicò un resoconto satirico della sua terapia nel romanzo intitolato Le Pitre (1973), che attirò l'interesse della critica aggiudicandosi poi il Prix Roger Nimier. Il suo secondo romanzo, scritto nel 1981, fu Macaire le Copte, con cui egli vinse il Prix Rossel in Belgio e il Prix des Deux Magots in Francia.
Da quel momento, Weyergans si dedicò interamente alla scrittura. Con i suoi lavori successivi - principalmente autobiografici – vinse altri premi letterari, fra i quali il Prix Méridien des quatre jurys, ottenuto nel 1983 per Le radeau de la Méduse, e il Prix Renaudot, ottenuto nel 1992 con La démence du boxeur. Scrisse inoltre Franz e François, in cui analizzò il complesso rapporto con suo padre.
Nel 2005 gli venne assegnato il Prix Goncourt per Trois jours chez ma mère, al termine di un'accesa competizione con La possibilità di un'isola di Michel Houellebecq
Nel 2009 fu eletto all'Académie Française, al seggio numero 32, lasciato vacante prima da Maurice Rheims e poi da Alain Robbe-Grillet. Il suo discorso di accoglienza e insediamento fu pronunciato da Erik Orsenna.

## Romanzi
- Salomé, riedizione Léo Scheer, 1968
- Le Pitre, Gallimard, 1973
- Berlin mercredi, Balland, 1979
- Les Figurants, Balland, 1980
- Macaire le Copte, Gallimard, 1981
- Le Radeau de la méduse, Gallimard, 1983
- La Vie d'un bébé, Gallimard, 1986
- Françaises Français,Gallimard, 1988
- Je suis écrivain, Gallimard, 1989
- Rire et pleurer, Grasset, 1990
- La Démence du boxeur, Grasset, 1992 (La demenza del pugile, traduzione di Maria Baiocchi, L'orma editore, 2018, ISBN 978-88-997-9332-6)
- Franz et François, Grasset, 1997 (Franz e François, traduzione di Stefania Ricciardi, L'orma editore, 2015, ISBN 978-88-980-3862-6)
- Trois jours chez ma mère, Grasset, 2005 (Tre giorni da mia madre, Gaffi editore, 2007)
- Royal Romance, Julliard, 2012

## Filmografia
- 1962 - Béjart
- 1963 - Hieronymus Bosch
- 1965 - Robert Bresson: Ni vu, ni connu
- 1967 - Beaudelaire is gestorven in de zomer
- 1967 - Aline
- 1972 - Un film sur quelqu'un
- 1977 - Maladie mortelle
- 1977 - Je t'aime, tu danses
- 1978 - Couleur Chair